# Nanometa gentilis
Nanometa gentilis is een spinnensoort in de taxonomische indeling van de strekspinnen.
Het dier behoort tot het geslacht Nanometa. De wetenschappelijke naam van de soort werd voor het eerst geldig gepubliceerd in 1908 door Eugène Simon.